# Acronicta centriferruginea
Acronicta centriferruginea är en fjärilsart som beskrevs av Rudolf Rangnow 1921. Acronicta centriferruginea ingår i släktet Acronicta och familjen nattflyn. Inga underarter finns listade i Catalogue of Life.